# دوكلص عزيز
دوكلص عزيز هو لاعب كرة قدم عراقي معتزل، ولد عام 1942 في الحبانية، الأنبار، العراق.

## مسيرته الرياضية
ولد في مدينة الحبانية في محافظة الأنبار عام 1942. ومارس الرياضة منذ الصغر في المدارس وفي عام 1964 انضم إلى نادي آليات الشرطة ومن ثم نادي الشرطة حيث لعب ضمن صفوف النادي لمدة 15 عاما. عام 1967 انضم إلى منتخب العراق لكرة القدم وبقي في المنتخب لمدة 11 عاما لعب خلالها 73 مباراة دولية وسجل 13 اهدف إلى أن اعتزل اللعب عام 1979. واتجه إلى التدريب لغاية عام 1995.
وهو الآن يعيش مع عائلته في هولندا. وحصل على جائزة أفضل لاعب في العراق 4 مرات في اعوام 1968-1969-1970-1971. حصل على لقب افضل لاعب في مجموعة العراق في تصفيات كاس العالم 1974 التي ضمت استراليا ونيوزلندا واندونيسيا . حصل على لقب افضل مدافع في بطولة العالم العسكري 1977 وهي اخر بطولة له مع المنتخب. حصل على لقب افضل لاعب في بطولة غرب اسيا 1971 في الكويت حسب اراء اللجنة الفنية في البطولة. حصل على لقب افضل مدافع في بطولة العالم العسكري 1973 في الكونغو. حصل على ثاني هداف الدوري موسم 1971-1972. حصل على هداف بطولة الشرطة العربية 1975 برصيد 3 اهداف. حصل على لقب افضل لاعب وسط في كاس اسيا 1976.

## روابط خارجية
- دوكلص عزيز على موقع الاتحاد الدولي (مؤرشف)  (الإنجليزية)
- دوكلص عزيز على موقع ناشيونال فوتبول تيمز (الإنجليزية)
- جريدة الجمهورية العراقية 1968-1969-1970-1971-1972-1973
- جريدة الرياضي العراقية 1971-1972
- جريدة العراق العراقية 1976-1977